# نيري أنطونيو كاردوزو
نيري أنطونيو كاردوزو (بالإسبانية: Nery Antonio Cardozo)‏ هو مدرب كرة قدم وحكم كرة قدم ولاعب كرة قدم باراغواياني في مركزي الهجوم، ولد في 26 مايو 1989 في Quiíndy ‏ في باراغواي. لعب مع أوليمبيا أسونسيون وجيمناسيا لابلاتا ونادي فيكينغ.

## وصلات خارجية
- نيري أنطونيو كاردوزو على موقع قاعدة بيانات كرة القدم.إي يو (الإنجليزية)
- نيري أنطونيو كاردوزو على موقع Soccerway.com (الإنجليزية)
- نيري أنطونيو كاردوزو على موقع عالم كرة القدم.نت (الإنجليزية)